# آران‌ای حامل

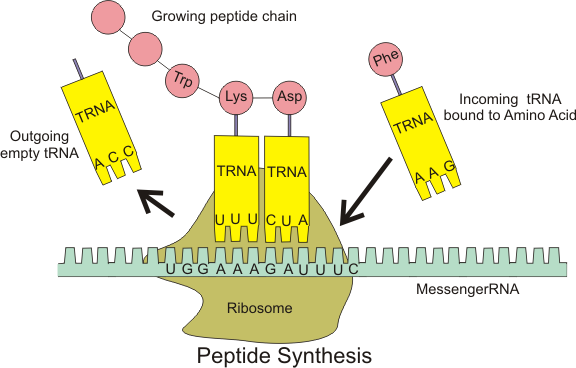
The interaction of tRNA and mRNA in protein synthesis.

tRNA یا آر ان ای ناقل یکی از انواع آر ان ای‌های موجود در سلول می‌باشد که حمل آمینواسیدها به ریبوزوم‌های موجود در سیتوپلاسم (بدون در نظر گرفتن هسته) بر عهدهٔ آن است.tRNA در سلول شکل L مانند دارد ولی اگر آن را در خارج از سلول زنده و به وسیلهٔ تجهیزات پیشرفته بررسی کنیم شکل آن را به صورت برگ گیاه شبدر خواهیم دید. دلیل ایجاد این شکل وجود پیوندهای هیدروژنی در بعضی قسمت‌ها و نبود این پیوند در بعضی قسمت‌های دیگر است.
در این ساختار برگ شبدری برگ‌های جانبی وظیفهٔ نگهداری tRNA را بر روی ریبوزوم بر عهده دارند. در برگ میانی سه باز دیده می‌شود که با هیچ باز دیگری از tRNA مکمل نشده‌اند. به این سه باز آنتی کدون  گفته می‌شود. در واقع نوع آنتی کدون است که مشخص می‌کند tRNA باید چه نوع آمینواسیدی را با خود حمل کند. هر یک از بیست نوع آمینواسیدها برای خود یک یا بیشتر کد (رمز) بر روی DNA دارد. در نتیجه بر روی mRNA نیز هر یک از آمینواسیدها یک یا بیشتر کدون (رمزه روی mRNA) دارد(۶۴ نوع). ولی تعداد انواع tRNAها ۶۱ عدد می‌باشد. این کاهش تعداد به دلیل وجود کدون‌های پایان بر روی mRNA می‌باشد که این کدون‌ها هیچ مکملی (آنتی کدون) ندارند.وظیفه این نوع از RNA ترجمه اطلاعاتی است که از DNA به طرف ریبوزم میرود. در واقع الگوی اطلاعات DNA را به الگوی آمینو اسید های سازنده پروتئین تبدیل میکند.

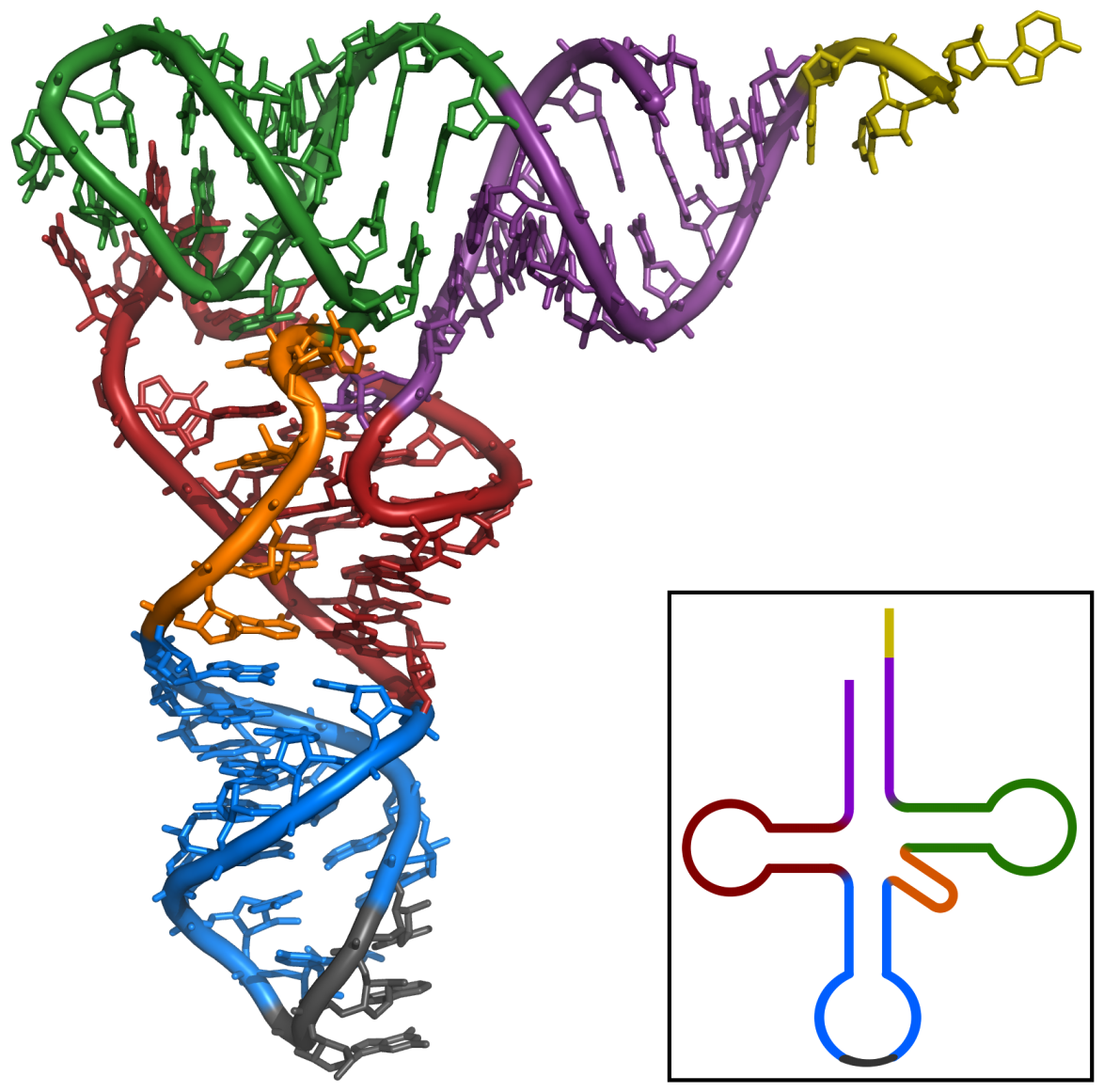
tRNA در سلول